# Moulay Ali Alaoui
Moulay Ali Alaoui (in arabo علي العلوي; Marrakech, 1924 – 1988) è stato un diplomatico marocchino.

## Biografia

### Gioventù
Nacque nel 1924, come unico figlio del principe Idris e di Lalla Joumala, e studiò al Liceo Lyautey di Casablanca.
Nella prima metà degli anni '50 decise di seguire i famigliari in esilio in Madagascar. Una volta tornati in patria, lo zio Muhammad V gli conferì il titolo principesco.

### Matrimonio
Il 16 agosto 1961 sposò al palazzo reale di Rabat la cugina Fatima Zohra.

### Carriera e morte
Ricoprì l'incarico di Consigliere Speciale di Hasan II e venne da lui nominato ambasciatore in Francia nel 1964. Uno dei suoi stretti collaboratori fu Ahmed Reda Guedira.
Nel 1966 gli venne conferito l'incarico di Inviato Speciale in Iran e divenne presidente della Cosumar, una compagnia marocchina specializzata nella produzione di zucchero. Sul finire del 1969 fu richiamato da Parigi a Rabat.
Fu presidente della Banque Marocaine pour l'Expansion Economique, della Société de Banque et de Crédit e dell'Omnium Nord Africain, dal 1980 al 1985. Morì nel 1988.

## Discendenza
Moulay Ali Alaoui e Fatima Zohra del Marocco ebbero una figlia e due figli:
- Joumala (1962);
- Abdallah (1965);
- Youssef (1969).

## Titoli e trattamento
- ? - 1988: Sua Altezza, il principe Ali del Marocco[1]

## Ascendenza
|                    |     |                                           | Genitori |  |  | Nonni |  |  | Bisnonni            |  |  | Trisnonni               |  |
|                    |     |                                           |          |  |  |       |  |  | Hasan I del Marocco |  |  | Muhammad IV del Marocco |  |
|                    |     |                                           |          |  |  |       |  |  | Hasan I del Marocco |  |  | Muhammad IV del Marocco |  |
|                    |     | Safiya bint Maimun bin Mohammed al-Alaoui |          |  |  |       |  |  | Hasan I del Marocco |  |  |                         |  |
| Yusuf ben al-Hasan |     |                                           |          |  |  |       |  |  | Hasan I del Marocco |  |  |                         |  |
|                    |     | Ruqiya al-Amrani                          | ...      |  |  |       |  |  |                     |  |  |                         |  |
|                    |     | Ruqiya al-Amrani                          | ...      |  |  |       |  |  |                     |  |  |                         |  |
|                    |     | Ruqiya al-Amrani                          | ...      |  |  |       |  |  |                     |  |  |                         |  |
| Idris bin Yusuf    |     | Ruqiya al-Amrani                          |          |  |  |       |  |  |                     |  |  |                         |  |
|                    |     | ...                                       | ...      |  |  |       |  |  |                     |  |  |                         |  |
|                    |     | ...                                       | ...      |  |  |       |  |  |                     |  |  |                         |  |
|                    |     | ...                                       | ...      |  |  |       |  |  |                     |  |  |                         |  |
| Yaqut              |     | ...                                       |          |  |  |       |  |  |                     |  |  |                         |  |
|                    |     | ...                                       | ...      |  |  |       |  |  |                     |  |  |                         |  |
|                    |     | ...                                       | ...      |  |  |       |  |  |                     |  |  |                         |  |
|                    |     | ...                                       | ...      |  |  |       |  |  |                     |  |  |                         |  |
| Moulay Ali Alaoui  |     | ...                                       |          |  |  |       |  |  |                     |  |  |                         |  |
|                    | ... | ...                                       |          |  |  |       |  |  |                     |  |  |                         |  |
|                    | ... | ...                                       |          |  |  |       |  |  |                     |  |  |                         |  |
|                    | ... | ...                                       |          |  |  |       |  |  |                     |  |  |                         |  |
| Mustafa            | ... |                                           |          |  |  |       |  |  |                     |  |  |                         |  |
|                    |     | ...                                       | ...      |  |  |       |  |  |                     |  |  |                         |  |
|                    |     | ...                                       | ...      |  |  |       |  |  |                     |  |  |                         |  |
|                    |     | ...                                       | ...      |  |  |       |  |  |                     |  |  |                         |  |
| Joumala            |     | ...                                       |          |  |  |       |  |  |                     |  |  |                         |  |
|                    |     | ...                                       | ...      |  |  |       |  |  |                     |  |  |                         |  |
|                    |     | ...                                       | ...      |  |  |       |  |  |                     |  |  |                         |  |
|                    |     | ...                                       | ...      |  |  |       |  |  |                     |  |  |                         |  |
| ...                |     | ...                                       |          |  |  |       |  |  |                     |  |  |                         |  |
|                    |     | ...                                       | ...      |  |  |       |  |  |                     |  |  |                         |  |
|                    |     | ...                                       | ...      |  |  |       |  |  |                     |  |  |                         |  |
|                    |     | ...                                       | ...      |  |  |       |  |  |                     |  |  |                         |  |
|                    |     | ...                                       |          |  |  |       |  |  |                     |  |  |                         |  |